# Jonas Saalbach

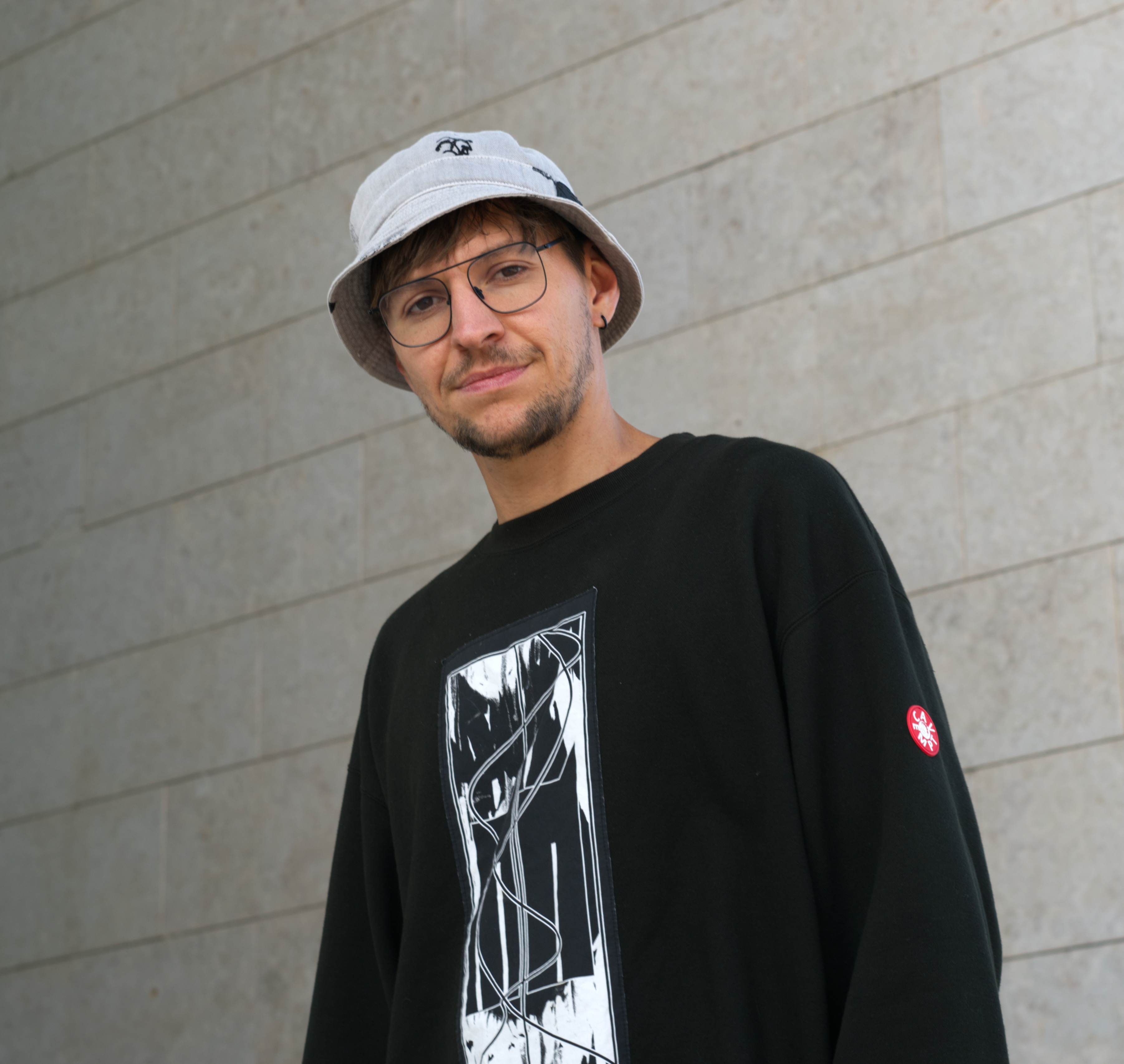
Jonas Saalbach (2023)

Jonas Saalbach ist ein deutscher DJ, Musikproduzent und Liveact im Bereich des Melodic House.

## Leben
Jonas Saalbach wuchs in Herborn in Hessen auf. Mit 14 Jahren erhielt er von seinem Cousin, einem Drum-and-Bass-Produzenten, erste Einblicke in die Musikproduktion. Seine eigene Musikkarriere begann um 2009 mit selbstorganisierten Partys in seiner Heimatstadt. Später ließ er sich in Frankfurt am Main zum Tonstudiotechniker ausbilden.
Im Jahr 2010 erschien Saalbachs erste EP Start ohne Ende. Zu seinen frühen Inspirationsquellen zählen die Musiker Trentemøller, Stephan Bodzin und Oliver Huntemann. Etwa 2011 zog er nach Berlin. In den folgenden Jahren spielte er unter anderem in Kiew, Helsinki, London, Paris und Dubai. Bis 2023 folgten darüber hinaus unter anderem Auftritte in Mexiko, Ägypten, Tunesien, Georgien, dem Libanon und Kanada. 2015 bezog er ein eigenes Studio. Im selben Jahr erschien sein Debütalbum Ancient Lake auf Einmusika Recordings. Außerdem spielte er auf der Fusion. Weitere Festivalauftritte erfolgten etwa auf dem Feel Festival und dem Utopia Island in Deutschland, dem Lightning In A Bottle in den Vereinigten Staaten und dem Fest Festival in Polen. Im Jahr 2018 gründete er zusammen mit David Guzy alias Guzy das Label Radikon. Ein Jahr später spielte er zusammen mit Einmusik einen Auftritt für den YouTube-Kanal von Cercle. Sein 2021 veröffentlichtes Album Headlights wurde von Sunshine live zum Album der Woche gekürt.
Neben dem Auflegen spielt Saalbach auch Auftritte mit elektronischen Instrumenten.

## Diskografie

### Studioalben
- 2015: Ancient Lake (Einmusika Recordings)
- 2017: Perspective (Einmusika Recordings)
- 2019: Reminiscence (Einmusika Recordings)
- 2021: Headlights (Radikon)

### EPs (Auswahl)
- 2010: Start ohne Ende (Flicker Rhythm)
- 2011: Sonnenblumenwiese (Flicker Rhythm)
- 2012: Nika Yumi (Einmusika Recordings)
- 2014: Lost (Einmusika Recordings)
- 2014: Great Minds Think Alike (mit Samuel Fach; Underyourskin)
- 2015: Boorka (mit Tschoris; Save Us)
- 2019: Makena (Radikon)
- 2020: Faint (mit Yubik; Radikon)
- 2020: Hunting Ground (mit Djuma Soundsystem; Eklektisch)
- 2020: Too Much Future (Radikon)
- 2021: Midnight Sky (feat. Luna Semara; Einmusika Recordings)
- 2022: Sudden Disclosure (Radikon)
- 2022: Chemicals (feat. Sandhaus; Radikon)
- 2023: Alive (feat. SBSTN; Radikon)

### Remixveröffentlichungen (Auswahl)
- 2015: Andre Chrom ft. Bramwell – Hold On Tonight (Jonas Saalbach Remix) (Off Recordings)
- 2019: Yokoo – You Said I Would (Jonas Saalbach Remix) (Save Us)
- 2021: Diamond Mouth – Divine Flow (Jonas Saalbach Remix) (Radikon)
- 2021: Guy J – Catfish (Jonas Saalbach Remix) (Lost & Found)
- 2023: Ferry Corsten – Reborn (Jonas Saalbach Remix) (Flashover Recordings)